# Campionato asiatico maschile di pallacanestro 2001
Il 21º Campionato Asiatico Maschile di Pallacanestro FIBA si è svolto dal 20 luglio al 28 luglio 2001 a Shanghai in Cina.
I Campionati asiatici maschili di pallacanestro sono una manifestazione biennale tra le squadre nazionali del continente, organizzata dalla FIBA Asia.

## Squadre partecipanti

### Tabellone originario
| Gruppo A                                       | Gruppo B                                                              | Gruppo C                                     | Gruppo D                                   |
| ---------------------------------------------- | --------------------------------------------------------------------- | -------------------------------------------- | ------------------------------------------ |
| - Cina - Filippine ** - Hong Kong - Uzbekistan | - Corea del Sud - Emirati Arabi Uniti - Thailandia - Corea del Nord * | - Arabia Saudita * - Kuwait - Libano - Siria | - Taipei cinese - Giappone - Qatar - India |

* ritirate
** Sospesa dalla FIBA e rimpiazzato da  Singapore

### Tabellone finale
Con il ritiro della Corea del Nord e dell'Arabia Saudita, il numero delle nazionali ammesse venne ridotto a 14.
| Gruppo A                                | Gruppo B                                                   | Gruppo C                             | Gruppo D                    |
| --------------------------------------- | ---------------------------------------------------------- | ------------------------------------ | --------------------------- |
| - Cina - Hong Kong - Thailandia - Qatar | - Corea del Sud - Emirati Arabi Uniti - Singapore - Libano | - Taipei cinese - Uzbekistan - India | - Giappone - Kuwait - Siria |

## Classifica finale
| Rank | Team                | Record |
| ---- | ------------------- | ------ |
|      | Cina                | 8–0    |
|      | Libano              | 5–3    |
|      | Corea del Sud       | 7–1    |
| 4    | Siria               | 4–3    |
| 5    | Qatar               | 4–3    |
| 6    | Giappone            | 2–4    |
| 7    | Taipei cinese       | 3–3    |
| 8    | India               | 1–5    |
| 9    | Uzbekistan          | 3–2    |
| 10   | Emirati Arabi Uniti | 3–3    |
| 11   | Hong Kong           | 3–3    |
| 12   | Kuwait              | 1–4    |
| 13   | Thailandia          | 1–5    |
| 14   | Singapore           | 0–6    |